# مسند جيوديسي
المسند الجيوديسي (بالإنجليزية: geodetic datum) (والجمع بالإنجليزية datums، وليس data) هو المرجع الذي اشتقت منه أنواع القياسات. ففي علمي المساحة والجيوديسيا (الجدس أو قياسات الأرض)، فإن المسند الجيوديسي هو مجموعة من النقاط المرجعية على سطح الأرض توضع في مقابلها قياسات الموضع، وفي (الغالب) أيضًا نموذج متصل لشكل الأرض (مجسم القطع الناقص المرجعي) لتحديد نظام الإحداثيات الجغرافية. وتستخدم مراجع الإسناد الأفقية لوصف نقطة على سطح الأرض، وفقًا للعرض الجغرافي والطول الجغرافي أو أي نظام إحداثي آخر. في حين أن مراجع الإسناد العمودي تقيس الارتفاعات أو الأعماق. وفي الهندسة التطبيقية ووالرسم التخطيطي، يكون مرجع الإسناد هو نقطة مرجعية أو سطح أو محور، لهدف يتم إجراء القياسات في مقابله.

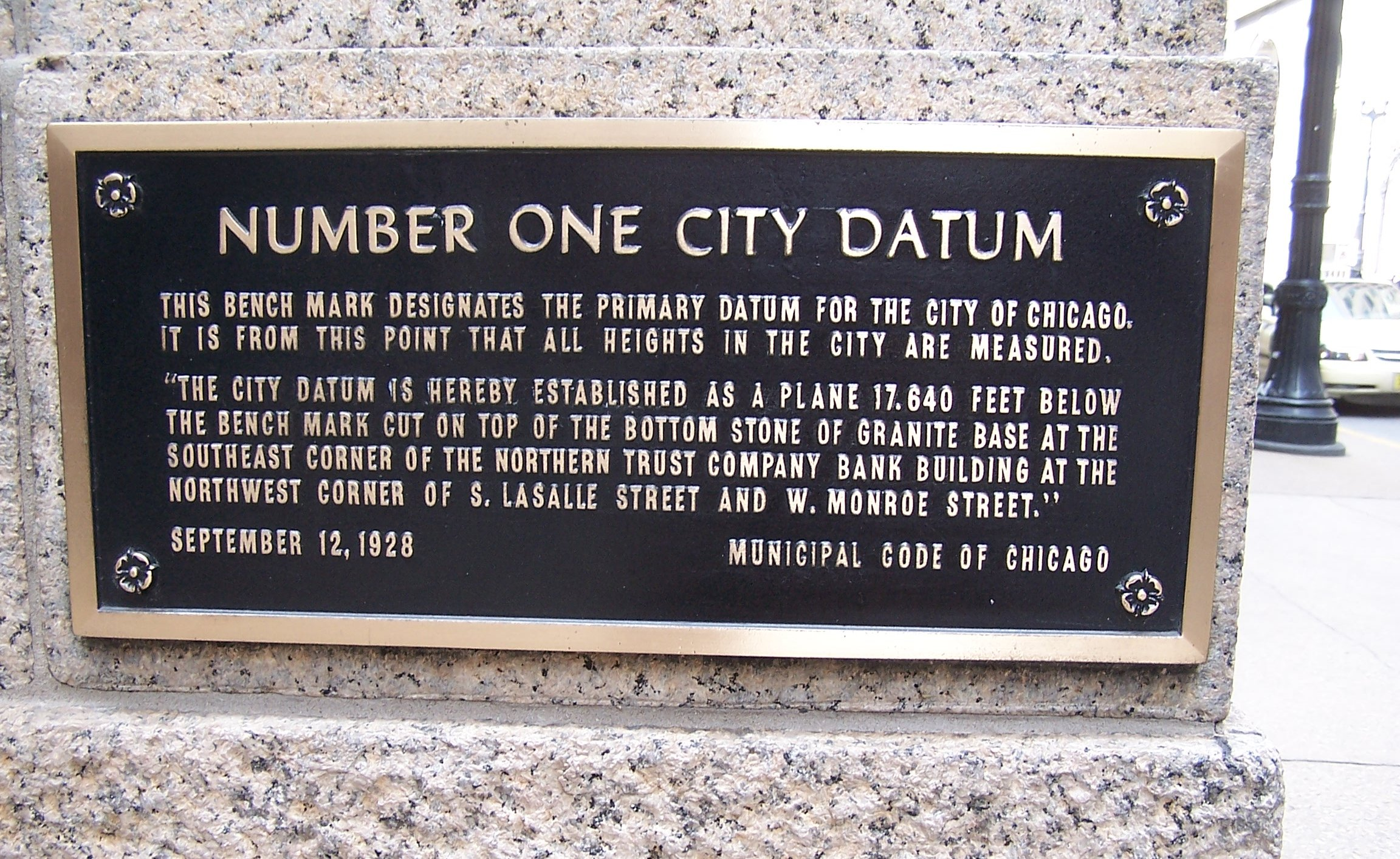
نقطة إسناد مدينة شيكاغو

## نقاط الإسناد المرجعية
نقاط الإسناد المرجعية هي نقاط معروفة وثابتة على سطح الأرض تستخدم لوصف موقع نقاط غير معروفة على الأرض. ونظرًا لأن نقاط الإسناد المرجعية قد يكون لها أنصاف أقطار ونقاط مركزية مختلفة، فإن نقطة معينة على سطح الأرض يكون لها إحداثيات مختلفة وذلك وفقًا لنقطة الإسناد المستخدمة في إجراء القياس. ولهذا توجد المئات من نقاط الإسناد المرجعية المحلية حول الأرض، والتي يتم تحديدها وفقًا لنقطة مرجعية محلية ملائمة. وتهدف نقاط الإسناد المعاصرة، والتي تعتمد بشكل متزايد على القياسات الدقيقة لشكل الأرض، إلى تغطية مناطق أكبر. وتعد أكثر نقاط الإسناد المرجعية شيوعًا في الاستخدام في أمريكا الشمالية هي NAD27، وNAD83، ونظام المساحة العالمي 1984.
الإسناد المرجعي بأمريكا الشمالية لعام 1927 (NAD 27) هو نقطة الإسناد الأفقية للولايات المتحدة والتي تم تحديدها عن طريق موقع وسمت مجسم كلارك الكروي لعام 1866، والتي يرجع أصولها إلى (محطة المسح) مزرعة ميدس (كانساس)."... حيث تم الافتراض أن الارتفاع الجيوديسي هو نقطة الصفر. "نشأت المواقع الجيوديسية لنقاط إسناد أمريكا الشمالية لعام 1927 من (الإحداثيات والسمت في مزرعة ميدس) من خلال إعادة ضبط التثليث للشبكة بأكملها والتي تم خلالها تقديم زوايا سمت لابلاس، واستخدام طريقة باوي." (http://www.ngs.noaa.gov/faq.shtml#WhatDatum) NAD27 هو نظام مرجعي محلي يشمل كامل أمريكا الشمالية.
الإسناد المرجعي لأمريكا الشمالية لعام 1983 (NAD 83) "هو نقطة الإسناد الأفقية لكل من الولايات المتحدة، وكندا، والمكسيك، وأمريكا الوسطى، استنادًا على الأصل جغرافي المركز ونظام الإسناد الجيوديسي لعام 1980 (GRS80). "ويعتمد هذا الإسناد المرجعي، والمعروف باسم NAD 83 ...على إعادة ضبط 250000 نقطة متضمنة 600 محطة دوبلر فضائية والتي تقصر النظام على الأصل جغرافي المركز." ومن الممكن اعتبار NAD83 نظامًا مرجعيًا محليًا.
WGS 84 هو النظام الجيوديسي العالمي لعام 1984. إنه الإطار المرجعي الذي تستخدمه وزارة الدفاع الأمريكية (DoD) والذي حددته الوكالة الوطنية للاستخبارات الأرضية الفضائية (NGA) (وكالة رسم الخرائط الدفاعية سابقًا، ثم الوكالة الوطنية للصور ورسم الخرائط). وتستخدم وزارة الدفاع الأمريكية نظام WGS 84 في جميع أغراض رسم الخرائط، والمخططات، والمساحة، والملاحة، بما في ذلك مدارات النظام العالمي لتحديد المواقع نظام التموضع العالمي «البثي» و«الدقيق». وتم التعريف بنظام WGS 84 في يناير 1987 باستخدام تقنيات دوبلر للمسح الفضائي. فقد تم استخدامه كإطار مرجعي للنظام الفلكي البثي GPS (المدارات) بدءًا من 23 يناير 1987. وفي 0000 بتوقيت جرينتش، 2 يناير 1994، تم تحديث نظام WGS 84 بدقة باستخدام قياسات GPS. ثم أصبح الاسم الرسمي WGS 84 (G730)، نظرًا لأن تاريخ التحديث يتزامن مع بداية الأسبوع 730 لنظام GPS. كما أنه أصبح الإطار المرجعي لمدارات البث في 28 يونيو 1994. وفي تمام 0000 بتوقيت جرينتش، في 30 سبتمبر 1996 (بداية الأسبوع 873 لنظام GPS)، أعيد تعريف WGS 84 مجددًا، ثم أصبح أكثر اتساقًا مع إطار الهيئة الدولية المعنية بدوران الأرض (IERS) وهو إطار الإسناد الأرضي (ITRF) 94. ويعرف رسميًا الآن باسم WGS 84 (G873). هذا وقد تم تبني نظام WGS 84 (G873) كإطار مرجعي لمدارات البث في 29 يناير 1997.
ولا يستخدم اليوم أي نظام مرجعي عالمي سوى نظام الإسناد WGS84، والمطابق تقريبًا لنظام الإسناد NAD83 في أمريكا الشمالية. كما أن نظام WGS84 هو نظام الإسناد القياسي الافتراضي للإحداثيات المخزنة في وحدات GPS الترفيهية والتجارية
يجب أن يتحلى مستخدمو GPS بالحذر كما يجب أن يتحققوا من نقاط الإسناد المرجعية للخرائط التي يستخدمونها. وللدخول بشكل صحيح، وعرض، وتخزين إحداثيات الخريطة المعنية، يجب إدخال الإسناد المرجعي للخريطة في خانة الإسناد المرجعي للخريطة بنظام GPS.

## مرجع الإسناد الرأسي
يستخدم مرجع الإسناد الرأسي لقياس ارتفاع النقاط أعلى سطح الأرض. ويكون مرجع الإسناد الرأسي إما مديًا وجذريًا، ويعتمد على مستويات البحر، أو جيوديسيًا، ويعتمد على النماذج الإهليجية المماثلة للأرض والمستخدمة لحساب نقاط الإسناد الأفقية.
وفي الاستخدامات الشائعة، تشير المرتفعات إلى الارتفاع أعلى سطح البحر، على الرغم من أن «سطح البحر» هو في الواقع أمر أكثر تعقيدًا مما قد تظن بداية فإن: ارتفاع سطح البحر في أي مكان واحد هو نتيجة لتأثيرات عدة، منها الأمواج، والرياح، والتيارات، والضغط الجوي، المد والجزر، والطبوغرافيا، وحتى الاختلافات في قوة الجاذبية بسبب وجود الجبال وغيرها.
ولقياس ارتفاع الأغراض عن الأرض، فإن المرجع الإسنادي المستخدم دائمًا هو متوسط مستوى سطح البحر. وهو ما يتم تحديده عن طريق قياس ارتفاع سطح البحر على مدى فترة طويلة (ويفضل ما يقرب من 18 سنة، لتفسير كافة التأثيرات الفلكية التي تؤثر على مستويات المد والجزر). وهو ما يسمح بتحديد متوسط مستوى سطح البحر، مع تجاهل تأثيرات مثل الأمواج، والمد والجزر، والتغيرات قصيرة المدى في الرياح والتيارات. ولكن مع عدم تجاهل تأثيرات قوة الجاذبية المحلية في الوقت ذاته، وبالتالي فإن ارتفاع متوسط مستوى سطح البحر، المتعلق بالمسند الجيوديسي، سوف يختلف باختلاف الموقع حول العالم، وحتى في البلد الواحدة. ولهذا السبب، فإن الدولة تختار متوسط لمستوى سطح البحر عند نقطة معينة لاستخدامها بوصفها «مستوى البحر» المعياري لجميع أغراض رسم الخرائط، والمساحة في هذه الدولة. (فعلى سبيل المثال، في بريطانيا العظمى، يعتمد مرجع الإسناد الوطني، خط الإسناد المساحي بنيولين (Ordnance Datum Newlyn)، على ما كان متوسط مستوى سطح البحر في نيولين (Newlyn) في كورنوال (Cornwall) بين 1915 و1921).
وعند اختيار المرجع الإسنادي للخرائط البحرية يستخدم مبدأ مختلف. ولأغراض الأمن، يجب أن يكون البحار قادرًا على معرفة الحد الأدنى لعمق الماء الذي قد يواجهه في أي لحظة. ولهذا السبب، يتم قياس عمق ومستويات المد والجزر على الخريطة الملاحية نسبة إلى مسند الرسوم البيانية، والمعروف بأنه المستوى الذي نادرًا ما تقع مستويات المد والجزر دونه. ويعتمد كيفية اختيار هذا بالضبط على نظام المد والجزر في المنطقة التي تم تخطيطها، وعلى السياسة التي يتبعها المكتب الهيدروغرافي الذي يخرج منه المخطط موضع الحديث، ومن التعريفات النموذجية له: أدنى مد وجزر فلكي (أدنى مد وجزر متوقع حدوثه نتيجة لتأثيرات قوة الجاذبية)، أو متوسط أدنى مستوى للماء المنخفض (وهو متوسط أدنى مد وجزر خلال اليوم) على الرغم من أن متوسط مستوى سطح البحر يُستخدم في المياه التي يحدث خلالها نطاقات مد وجزر منخفضة جدًا.
والعكس بالعكس، فإذا أرادت سفينة المرور بأمان تحت جسر منخفض أو كابل كهرباء علوي، فعلى البحار أن يعرف أقل مساحة فارغة بين أعلى الصاري، والعرقلة التي قد تحدث في حالة وجود مستويات مد مرتفعة. ونتيجة لذلك، فإن المساحة الفارغة أسفل الجسر وغيرها يتم تحديدها وفقًا للمرجع الإسنادي المعتمد على مستويات المد المرتفعة، مثل أعلى مد وجزر فلكي، أو متوسط منابع الماء العالية.
وعلى الرغم من أن استخدام مستوى سطح البحر بوصفه مرجعًا إسناديًا يعد مفيدًا للخصائص الطوبوغرافيّة الجيولوجية الحديثة، فإن مستوى سطح البحر لم يكن ثابتًا على امتداد المقياس الزمني الجيولوجي، ولذلك فإنه يكون أقل فائدة عند قياس عمليات ذات مدى زمني طويل جدًا. وفي بعض المواقف لا يبدو مستوى سطح البحر ملائمًا على الإطلاق؛ لاستخدامه على سبيل المثال في رسم خرائط سطح المريخ؛ الأمر الذي يضطرنا لاستخدام «مرتفع صفري» مختلف مثل متوسط نصف القطر.
ويأخذ مرجع الإسناد الرأسي الجيوديسي نقطة صفر معينة، ويحسب الارتفاعات وفقًا للنموذج الجيوديسي المستخدم دون الحاجة مجددًا إلى الإشارة لمستويات سطح البحر. عادة ما تكون النقطة المرجعية المبدئية هي مقياس المد والجزر، لذلك فعند هذه النقطة قد يتطابق الإسناد المرجعي الجيوديسي، وبيانات المد والجزر؛ ولكن نظرًا لتغيرات سطح البحر، فقد لا يتطابق المقياسان في أي مكان آخر. ومن أمثلة الإسناد الجيوديسي المعتمد على قوة الجاذبية NAVD88، المستخدم في أمريكا الشمالية، والذي يرجع إلى نقطة في مدينة كيبك، كندا. في حين أن نقاط الإسناد المرجعي المعتمدة على المجسم الإهليجي مثل نظام المساحة العالمي 1984 أو GRS80 أو NAD83 تستخدم سطحًا نظريًا قد يختلف بوضوح عن المجسم الأرضي.

## الإسناد المرجعي الهندسي
الإسناد المرجعي الهندسي المستخدم في المقاييس والاحتمالات الهندسية هي ميزة على أحد الأغراض المستخدمة لإنشاء نظام مرجعي للقياس.

## تحويل الإسناد المرجعي
مصطلح يستخدم لوصف عملية تحويل إحداثيات نقطة من نظام إسناد مرجعي إلى آخر. قد يرافق تحويل الإسناد المرجعي كثيرًا تغييرًا في مسقط الشبكة.